# Junonia orianassa
Junonia orianassa är en fjärilsart som beskrevs av Kirby 1900. Junonia orianassa ingår i släktet Junonia och familjen praktfjärilar. Inga underarter finns listade i Catalogue of Life.